# Neoformalismus
Der Neoformalismus ist ein Ansatz innerhalb der Filmtheorie. Er geht auf das Wisconsin-Projekt der Filmwissenschaftler David Bordwell, Kristin Thompson und ehemals Janet Staiger zurück, deren Theorie seit der Veröffentlichung der Standardpublikation Film Art von 1979 an der Universität von Wisconsin gelehrt wird.

## Das Gesamtprojekt
Hinsichtlich seines wissenschaftlichen Status ist der neoformalistische Ansatz eines von drei Teilgebieten des Gesamtforschungsprojektes zu Filmgeschichte, Filmtheorie und Filmanalyse. Weitere Eckpfeiler bilden die kognitivistisch orientierte Filmtheorie sowie die Historische Poetik des Films.
Ersteres versucht das interaktive Verhältnis zwischen Zuschauer und filmischer Textstruktur zu bestimmen sowie den mit filmischer Text- und Informationsverarbeitung verbundenen Prozess schematheoretisch zu modellieren. Der Kognitivismus nach David Bordwell beinhaltet daher eine aktive Rezeptionshaltung seitens des Zuschauers.
Der historiographische Ansatz hinsichtlich einer Poetik des Films bietet die theoretische und methodologische Grundlage für eine Geschichte der filmischen Stile, die analytisch durch das kognitive Untersuchungsmodell betrachtet werden soll.
In Anlehnung an den Russischen Formalismus des frühen 20. Jahrhunderts, orientiert sich der filmwissenschaftliche Überbau am klassischen Stilsystem des Hollywood-Films, dessen analytische Schwerpunkte auf a) der spezifischen Technologie (mode of film practice), auf b) Stil (institutional mode of representation) und c) der Filmproduktion (mode of film production) liegen. Ziel des revisionistischen Ansatzes ist die Synthetisierung ästhetischer, soziologischer, ökonomischer und technologischer Ansätze zu einer Historiographie des Films. So bildet der Neoformalismus ein Prinzip, das – anhand einer Reihe von Strukturäquivalenzen in einer Reihe filmischer Beispiele – den Inhalt oder den Gegenstand einer bestimmten Wissenschaft festlegt.

## Das klassische Hollywoodkino
In Anlehnung an Bordwell gliedert sich das Classical Hollywood Cinema – welches sich vornehmlich auf das Kino zwischen 1917 und 1960 bezieht – in die Untersuchung technologischer Veränderungen, der Arbeitsorganisation und Machtverhältnisse im Studiosystem sowie der ökonomischen Bedingungen der Hollywood-Filmproduktion. Demnach ist das traditionelle Hollywoodkino ein stilistisches System mit spezifischen Strukturprinzipien bzw. ein Set an standardisierten Normen und Konventionen gleich den Konzepten des Russischen Formalismus.

## Stil
Der Stilbegriff nach David Bordwell erfüllt die Funktion eines dynamischen Systems, dessen Erfüllung und Abweichung von filmischen Konventionen einen ständigen Prozess von Automatisierung und Verfremdung impliziert. Letztgenannte Kategorien bezeichnen zwei Enden eines Zentralkonzepts des Neoformalismus.

## Verfremdung
Das Verfremdungskonzept (russ. ostranenie = „fremd- bzw. seltsammachen“) geht auf ein Werk namens Kunst als Verfahren, 1916 des russischen Formalisten Viktor Sklovskij zurück, der das Kunstwerk als eine Technik beschrieb, die unsere Wahrnehmung entautomatisieren und so einen fremden Blick auf das scheinbar Vertraute ermöglichen soll. Die Geschichte ästhetischer Formen (z. B. Film als ästhetisches System) sei dabei die Geschichte immer neuer Entautomatisierungen und Abweichungen von ästhetischen Normen, die anhand innovativer künstlerischer Verfahren [engl. cinematic devices, russ. priem], neuer Ausdrucksformen und progressiver Kontexteinbindungen begünstigt werde. Die formale Bezugsgröße ergibt sich daher aus dem Repräsentationssystem des Films selbst, sprich aus seiner Form, so dass sein Inhalt, sprich das, was repräsentiert wird, in den Hintergrund tritt. So besitzt das Kunstwerk im Sinne des (Neo-)Formalismus die Fähigkeit unsere mentalen Prozesse immer wieder zu erneuern.

## Das Programm des Neoformalismus
Der neoformalistische Ansatz geht davon aus, dass die formalen Strukturen des Films eine je spezifizierte Bedeutung (ihren „Sinn“) erst während des Rezeptionsprozesses produzieren. Damit stehen kognitive Aspekte des Filmverstehens im Fokus der Untersuchung: Was macht der Zuschauer mit dem Filmtext und wie muss dieser beschaffen sein, damit er ihn versteht? Bordwell unternimmt zur näheren Untersuchung eine Differenzierung in die Systeme der kausalchronologischen Handlungsführung (Syuzhet oder Plot) und das System des Stils. Beide sind durch die narrative Logik sowie die Prinzipien der Zeit und des Raumes miteinander verbunden (besonders durch das continuity system des klassischen Hollywood-Films). Die Narration ist dabei der Prozess des Aushandels zwischen Plot und Stil. Durch mental-kognitive Prozesse stellt der Zuschauer immer wieder Hypothesen über vergangene Ereignisse und den weiteren Verlauf des Plots auf, überprüft sie, modifiziert sie, verwirft sie möglicherweise und stellt neue auf. Er konstruiert dadurch die komplette, komplexe Fabula. Dabei helfen ihm Hinweisreize (cues) der Filmhandlung, z. B. Verhaltensweisen der Figuren, Szenen, Dialog etc. Sie dienen als Bedeutungsträger und bieten Ansatzpunkte für die Interpretation. Der Zuschauer begegnet den Hinweisen des Plots mit relevantem Wissen aus verschiedenen Bereichen, einem schemafundierten Wissen, das nicht erlernt werden muss, sondern weitestgehend dem Verstehen von Alltagssituationen entspricht.
Voraussetzungen für das Filmverstehen sind also verschiedene Schemata (narrative, allgemein situative,), semantische Felder und Abstraktionsfähigkeit. Bordwell unterscheidet unter anderem zwei hauptsächliche Varianten von Schemata: Handlungsbezogene (action-based) und Personenbezogene (agent-based). Handlungsbezogen bedeutet, die kanonische Storystruktur zu erkennen (Anfang, Mitte, Ende), typische Handlungsmomente zu erkennen (Exposition, Höhepunkt). Personenbezogen bedeutet, Figuren in ihrer Rolle-Person-Relation zu erkennen. Beide Vorgänge können bewusst durch Plotkonstruktionen erfüllt oder gebrochen werden.
Der Neoformalismus ist primär daran interessiert, Film von seinen hermeneutischen Verfahrensweisen abzugrenzen, die in der Interpretation von Filmen bisher für sich beanspruchten, einen gesellschaftssymptomatischen Gehalt entschlüsseln zu können. So kritisierten die Wissenschaftler vornehmlich die Marxistische und psychoanalytische Filmtheorie der 1970er und 1980er Jahre, deren formale Gestaltungsprinzipien allein dem Zweck dienten, den Rezipienten in seinem kognitiven Verstehensprozess zu präfigurieren, indem schon vorher deutlich wurde, worauf die Analyse hinauswill. Bordwell bezeichnete derartige psychoanalytische Leitkonzepte der SLAB-Theorien (Saussure’sche-Lacan’sche-Althusser’sche-Barthes’sche-Theorien) als übergestülpte Modelle, deren poststrukturalistischer Gehalt vor allem die spezifisch gestalterischen, semiotischen und stilistischen Eigenschaften des Films als Ganzes ignorieren würde. Kristin Thompson äußerte demgegenüber, dass u. a. das psychoanalytische Konzept des Wer den Blick hat, hat die Macht oder das Freud’sche Paradigma der beinahe ausschließlich sexuell konnotierten Traumsymbole eher zur Reduktion der Komplexität eines filmischen Werks beitragen würden, als dass sie eine angemessene Repräsentationsform filmischer Strukturprinzipien bedeuten würden. Trotzdem muss dem Neoformalismus seine rigide Abwehrhaltung gegenüber emotionalen Prozessen, psychischen und ideologischen Effekten vorgehalten werden, die während der Filmwahrnehmung im Rezipienten ausgelöst werden. Ebenso wenig werden beeinflussende Parameter sozialer und kultureller Backgrounds untersucht.